# Руайер-де-Вассивьер
Руайе́р-де-Вассивье́р (фр. Royère-de-Vassivière) — коммуна во Франции, находится в регионе Лимузен. Департамент коммуны — Крёз. Входит в состав кантона Руайер-де-Вассивьер. Округ коммуны — Обюссон.
Код INSEE коммуны — 23165.

## Население
Население коммуны на 2010 год составляло 561 человек.
| 1962 | 1968 | 1975 | 1982 | 1990 | 1999 | 2010 |
| ---- | ---- | ---- | ---- | ---- | ---- | ---- |
| 831  | 771  | 744  | 782  | 670  | 636  | 561  |

## Экономика
В 2010 году среди 299 человек трудоспособного возраста (15—64 лет) 216 были экономически активными, 83 — неактивными (показатель активности — 72,2 %, в 1999 году было 67,1 %). Из 216 активных жителей работали 191 человек (99 мужчин и 92 женщины), безработных было 25 (13 мужчин и 12 женщин). Среди 83 неактивных 15 человек были учениками или студентами, 45 — пенсионерами, 23 были неактивными по другим причинам.